# Saint-Quentin-de-Baron
Saint-Quentin-de-Baron é uma comuna francesa na região administrativa da Nova Aquitânia, no departamento da Gironda. Estende-se por uma área de 8,69 km². Em 2010 a comuna tinha 2 531 habitantes (densidade: 291,3 hab./km²).